# آموزش تطبیقی
آموزش تطبیقی (Comparative Education) یا  هم‌سنجشی یک زمینهٔ مطالعاتی دانشگاهی است که کیفیت آموزش یک کشور (یا گروهی از کشورها) را با استفاده از داده‌های استخراج‌شده از دیگر کشورها می‌آزماید. زمینهٔ آموزش تطبیقی توسط بسیاری از پروژه‌های یونسکو و همچنین وزارت آموش عالی کشورهای مختلف پشتیبانی می‌شود.

## هدف‌ها و قلمرو
آموزش همسنجشی چهار هدف دارد:
1. تشریح سامانه‌ها و فرآیندهای آموزشی
2. کمک به توسعه مؤسسات آموزشی
3. برجسته کردن رابطهٔ میان آموزش و جامعه
4. استخراج احکام کلی دربارهٔ آموزش